# Onze Natuur
Onze Natuur is een Belgisch natuurproject met film, televisiereeks, website en boekenreeks. In september 2022 ging Onze Natuur, De Film in première als bioscoopfilm (Franstalige versie: Notre Nature, Le Film). In het voorjaar 2023 werd hij als zevendelige televisieserie uitgezonden in samenwerking met VRT en RTL TVI. Op Ketnet volgde datzelfde jaar nog een versie voor kinderen.
De film toont de Belgische natuur, en hoe die ook in dit dichtbevolkte land verrassend mooi kan zijn. Daarmee is hij te vergelijken met de Nederlandse film De nieuwe wildernis uit 2013.
De makers noemen het zelf het "hoopvolle verhaal van de versnipperde natuur in België die onder druk staat, maar toch weet te overleven. Het vertelt het verhaal van de overwinnaars, de opportunisten [...] Maar ook dat van de verliezers".
De beelden zijn gedurende 2,5 jaar (900 draaidagen) in alle seizoenen opgenomen in verschillende natuurgebieden in België, in samenwerking met Natuurpunt en het Vlaamse Agentschap voor Natuur en Bos. Scènes zijn bijvoorbeeld close-up-beelden van een havik die een konijn vangt in Limburg, nijlganskuikens op het ijs van een Brusselse vijver en boksende hazen nabij Bergen.
Naast de film en de documentairereeks was er eerder al een bijhorende website met beeldfragmenten en informatieve artikels over planten en dieren.
Er zijn tegelijk ook een viertal Nederlandstalige boeken uitgebracht in de reeks "Onze Natuur", waarvan de vogelgids ook in het Frans verscheen.

## Bezoekersaantallen
In de eerste week telde de film 25.000 bezoekers, een record voor een Belgische natuurdocumentaire. Na vijf weken waren er 113.000 bezoekers, waardoor het productiehuis Hotel Hungaria een voor deze gelegenheid opnieuw ingestelde FFO Award van het Filmfestival Oostende kreeg. Eind 2022 haalde de film de kaap van 250.000 bezoekers.

## Prijzen en nominaties
In februari 2023 won de film op het Filmfestival Oostende de Ensor voor beste documentaire film.
De door Dirk Brossé voor de film gecomponeerde muziek werd in februari 2023 genomineerd voor een International Film Music Critics Association Award.

## Muziek
De natuurfilm werd tussen september 2022 en april 2023 16 maal in concertzalen vertoond met livemuziek van kamerorkest Prima la Musica en componist-dirigent Dirk Brossé.

### Prima La Musica-Bos
In februari kreeg een nieuwe bosuitbreiding in het Hallerbos van 1,5 hectare van Natuur en Bos de naam Prima La Musica Bos, als erkenning voor de makers van de film en de bijhorende muziek. Componist-dirigent Dirk Brossé en concertmeester Jo Vercruysse plantten er als eerste van 5200 aanplantingen 32 bomen, verdiend bij de 16 concertvoorstellingen.

## Stem
De filmversie van Onze Natuur werd ingesproken door acteur Matteo Simoni. De reeks voor Canvas kreeg acteur Wim Opbrouck als vertelstem. Actrice en presentatrice Gloria Monserez sprak de versie voor Ketnet in.